# 5656 Олдфілд
5656 Олдфілд (5656 Oldfield) — астероїд головного поясу, відкритий 8 жовтня 1920 року.
Тіссеранів параметр щодо Юпітера — 3,439.